# Сагибово
Саги́бово — село в Архаринском районе Амурской области, входит в Касаткинский сельсовет.
Сагибово находится в пограничной зоне, на российско-китайской границе.
Основано в 1858 г. Названо по фамилии участника «амурских сплавов» Н. Н. Муравьева-Амурского — Сагибова.

## География
Село Сагибово стоит на левом берегу Амура.
Автомобильная дорога к селу Сагибово идёт от Архары вниз по левому берегу Архары и вниз по левому берегу Амура (через Журавлёвку, Касаткино и Новопокровку).
Расстояние до районного центра Архара — 92 км, расстояние до административного центра Касаткинского сельсовета села Касаткино — 28 км.
От села Сагибово вниз по Амуру идёт дорога к селу Пашково Облученского района Еврейской автономной области, расстояние — 24 км.
Напротив села Сагибово на правом берегу Амура стоит посёлок Цзяинь одноимённого уезда КНР.

## Население
| 2002 | 2010 | 2012 | 2013 | 2014 | 2015 | 2016 |
| ---- | ---- | ---- | ---- | ---- | ---- | ---- |
| 97   | ↘51  | →51  | ↘50  | ↘49  | ↘45  | ↗48  |
| 2017 | 2018 |      |      |      |      |      |
| ↘46  | ↗59  |      |      |      |      |      |

## Инфраструктура
Сельскохозяйственные предприятия Архаринского района.